# Condado de Stevens (Kansas)
O Condado de Stevens é um dos 105 condados do estado americano de Kansas. A sede do condado é Hugoton, e sua maior cidade é Hugoton. O condado possui uma área de 1 885 km² (dos quais 0 km² estão cobertos por água), uma população de 5 463 habitantes, e uma densidade populacional de 3 hab/km² (segundo o censo nacional de 2000). O condado foi fundado em 1873.